# Ronde van Limburg 2019
Il Ronde van Limburg 2019, sessantottesima edizione della corsa, valevole come evento dell'UCI Europe Tour 2019 categoria 1.1, si è svolto il 10 giugno 2019 su un percorso di 201,1 km, con partenza e arrivo a Tongeren, in Belgio. La vittoria è stata appannaggio del romeno Eduard Grosu, che ha completato il percorso in 4h 34' 29" alla media di 43,959 km/h, precedendo l'italiano Simone Consonni e il danese Lasse Norman Hansen.
Al traguardo di Tongeren sono stati 52 i ciclisti, dei 111 alla partenza, che hanno portato a termine la competizione.

## Squadre e corridori partecipanti
| N.    | Cod. | Squadra                   |
| ----- | ---- | ------------------------- |
| 1-7   | COC  | Corendon-Circus           |
| 11-16 | UAD  | UAE Team Emirates         |
| 21-27 | WGG  | Wanty-Gobert Cycling Team |
| 31-37 | SVB  | Sport Vlaanderen-Baloise  |
| 41-47 | WVA  | Wallonie Bruxelles        |
| 51-57 | ROP  | Roompot-Charles           |
| 61-67 | ICA  | Israel Cycling Academy    |
| 71-77 | DMP  | Delko Marseille Provence  |
| 81-87 | CIB  | Cibel                     |

| N.      | Cod. | Squadra                       |
| ------- | ---- | ----------------------------- |
| 91-97   | TIS  | Tarteletto-Isorex             |
| 101-107 | MET  | Metec-TKH Continental Cycling |
| 111-117 | BRT  | BEAT Cycling Club             |
| 121-126 | MTA  | Monkey Town-A Block CT        |
| 131-135 | EVO  | EvoPro Racing                 |
| 141-147 | DHB  | Canyon dhb p/b Bloor Homes    |
| 151-157 | ACA  | Pro Racing Sunshine Coast     |
| 161-167 | STF  | Start Cycling Team            |

## Ordine d'arrivo (Top 10)
| Pos. | Corridore        | Squadra    | Tempo    |
| ---- | ---------------- | ---------- | -------- |
| 1    | Eduard Grosu     | Delko Mar. | 4h34'29" |
| 2    | Simone Consonni  | UAE        | s.t.     |
| 3    | L. Norman Hansen | Corendon   | s.t.     |
| 4    | Emīls Liepiņš    | Wallonie   | s.t.     |
| 5    | Boy van Poppel   | Roompot    | s.t.     |
| 6    | Martijn Budding  | BEAT       | s.t.     |
| 7    | Tom Van Asbroeck | Israel     | s.t.     |
| 8    | Alfdan De Decker | Wanty      | s.t.     |
| 9    | Amaury Capiot    | Sport Vl.  | s.t.     |
| 10   | Jordi Warlop     | Sport Vl.  | s.t.     |